# Siu Sai Wan Sports Ground
Siu Sai Wan Sports Ground to wielofunkcyjny stadion w Hongkongu. Jest aktualnie używany głównie dla meczów piłki nożnej. Mieści się na obszarze Siu Sai Wan. Zajmuje około 43.000 metrów kwadratowych, a jego budowa kosztowała ponad 230 milionów dolarów. Otwarty w grudniu 1996 roku, Ground Sport ma betonową konstrukcję opartą na jednym poziomie, z pojemnością 12 000 osób.